# Enrico Albrigi
Enrico Albrigi (Castiglione Olona, 5 gennaio 1943) è un ex calciatore italiano, di ruolo attaccante.

## Carriera

Enrico Albrigi

Cresce calcisticamente nel vivaio del Torino, debutta con la maglia della prima squadra in Coppa Italia il 1º marzo 1961 nel match vinto 2-1 contro il Milan, con la squadra granata disputa in totale 28 partite in Serie A, 10 in Coppa Italia, 2 nella Coppa dell'Amicizia e 3 nella Coppa delle Coppe.
In totale mette a segno 11 reti di cui 7 in campionato, 3 in Coppa Italia ed 1 nella Coppa delle Coppe, quest'ultima siglata precisamente l'11 novembre 1964, nella trasferta in Finlandia contro l'Haka, conclusasi con la vittoria dei piemontesi per 1-0 con gol proprio di Albrigi al 64' minuto.
Il 1º giugno 1969 segnò un gol contestatissimo dagli avversari nella sconfitta casalinga per 2-1 del Livorno, squadra per cui giocava, contro il Bari.
Ha scritto un libro sul suo compagno di squadra Giorgio Ferrini, storico capitano del Torino, la squadra in cui giocava Enrico.

## Palmarès

### Club

#### Competizioni nazionali
- Coppa Italia: 1

Torino: 1967-1968